# 9933 Alekseev
9933 Alekseev è un asteroide della fascia principale. Scoperto nel 1985, presenta un'orbita caratterizzata da un semiasse maggiore pari a 2,1524873 UA e da un'eccentricità di 0,1412956, inclinata di 3,85784° rispetto all'eclittica.